# Toyota Picnic
Le Toyota Picnic est un monospace de la marque japonaise Toyota produite de 1995 à 2001.

## Historique

### 1995
Basé sur la Toyota Carina E et donc sur la Corona japonaise, ce monospace 6 ou 7 places est également baptisé Ipsum ou SportsVan sur certains marchés. En France d'abord disponible exclusivement en essence avec boite automatique optionnelle puis en Turbo-diesel. Le Picnic y a été vendu au début en 6 places dont deux sièges centraux indépendants dits captain-chairs équipés d'accoudoirs relevables puis en 7 places dont une banquette centrale de trois places, coulissante, avec deux appuie-têtes et le dossier fractionné en deux parties réglables indépendamment en inclinaison. Les pare-chocs avant, arrière et latéraux sont gris clair métallisé contrastant avec le haut de la carrosserie sauf si la caisse est elle-même grise. Exceptionnellement sur une version vert foncé métallisée les pare-chocs sont verts, couleur caisse.
Une rare version plus luxueuse a été disponible en France, équipée d'une calandre à deux barres au lieu de trois généralement et cerclée de chrome tout comme le support de plaque minéralogique arrière. De plus les sièges avant étaient équipés d'accoudoirs relevables.
Sur certains marchés d'Europe centrale le tableau de bord était garni de placages imitation bois.

### 2001
Une deuxième génération est lancée, basée cette fois-ci sur la Toyota Avensis : elle conserve le nom de Picnic ou Ipsum sur certains marchés comme Singapour mais est plus répandue sous l'appellation Toyota Avensis Verso.